# Annechakanahalli, Krishnarajpet
Annechakanahalli là một làng thuộc tehsil Krishnarajpet, huyện Mandya, bang Karnataka, Ấn Độ.